# 北朝藩王列表
以下的列表列出北朝所有的藩王。

## 北齐

### 宗室

#### 平原国
| 平原國（550年—554年） |        |        |          |             |          |
| 傳位                  | 諡號   | 姓名   | 在位年數 | 在位時間    | 备注     |
| 第1代                 | 平原王 | 高隆之 | 5年      | 550年—554年 | 高泰玄孙 |

#### 阳夏国
| 阳夏國（554年—577年） |        |        |          |             |            |
| 傳位                  | 諡號   | 姓名   | 在位年數 | 在位時間    | 备注       |
| 第1代                 | 阳夏王 | 高隆之 |          | 追封        | 高泰玄孙   |
| 第2代                 | 阳夏王 | 高子远 | 23年     | 554年—577年 | 高隆之兄子 |

#### 广武国
| 广武國（550年—？） |        |        |          |          |          |
| 傳位               | 諡號   | 姓名   | 在位年數 | 在位時間 | 备注     |
| 第1代              | 广武王 | 高长弼 |          | 550年—？ | 高湖玄孙 |

#### 武兴国
| 武兴國（550年—577年） |        |      |          |             |          |
| 傳位                  | 諡號   | 姓名 | 在位年數 | 在位時間    | 备注     |
| 第1代                 | 武兴王 | 高普 | 27年     | 550年—577年 | 高湖玄孙 |

#### 平秦国
| 平秦國（550年—562年） |        |        |          |             |          |
| 傳位                  | 諡號   | 姓名   | 在位年數 | 在位時間    | 备注     |
| 第1代                 | 平秦王 | 高归彦 | 12年     | 550年—562年 | 高湖曾孙 |

#### 襄乐国
| 襄乐國（550年—？） |        |        |          |          |          |
| 傳位               | 諡號   | 姓名   | 在位年數 | 在位時間 | 备注     |
| 第1代              | 襄乐王 | 高显国 |          | 550年—？ | 高湖曾孙 |

#### 平昌国
| 平昌國（550年—？） |        |        |          |          |          |
| 傳位               | 諡號   | 姓名   | 在位年數 | 在位時間 | 备注     |
| 第1代              | 平昌王 | 高子瑗 |          | 550年—？ | 高湖曾孙 |

#### 上洛国
| 上洛國（550年—？） |        |        |          |          |          |
| 傳位               | 諡號   | 姓名   | 在位年數 | 在位時間 | 备注     |
| 第1代              | 上洛王 | 高思宗 |          | 550年—？ | 高湖玄孙 |

#### 脩城国
| 脩城國（550年—？） |        |        |          |          |          |
| 傳位               | 諡號   | 姓名   | 在位年數 | 在位時間 | 备注     |
| 第1代              | 脩城王 | 高孝绪 |          | 550年—？ | 高思宗子 |

#### 南安国
| 南安國（554年—574年） |        |        |          |             |            |
| 傳位                  | 諡號   | 姓名   | 在位年數 | 在位時間    | 备注       |
| 第1代                 | 南安王 | 高思好 |          | 554年—574年 | 高思宗養弟 |

#### 清河国→乐安国
| 清河國（550年—？）/乐安國（？—577年） |            |      |          |             |        |
| 傳位                                  | 諡號       | 姓名 | 在位年數 | 在位時間    | 备注   |
| 第1代                                 | 清河昭武王 | 高岳 | 5年      | 550年—555年 | 高谧孙 |
| 第2代                                 | 清河王     | 高劢 | ？年     | 556年—？    | 高岳子 |
| 第2代                                 | 乐安王     | 高劢 | ？年     | ？—577年    | 高岳子 |

### 文穆帝系

#### 赵郡国
| 赵郡國（550年—577年） |            |        |          |             |        |
| 傳位                  | 諡號       | 姓名   | 在位年數 | 在位時間    | 备注   |
| 第1代                 | 赵郡贞平王 | 高琛   |          | 追封        | 高欢弟 |
| 第2代                 | 赵郡王     | 高叡   | 9年      | 550年—559年 | 高琛子 |
| 第3代                 | 赵郡王     | 高整信 | 17年     | 560年—577年 | 高叡子 |

#### 陈留国
| 陈留國（567年—577年） |            |        |          |             |            |
| 傳位                  | 諡號       | 姓名   | 在位年數 | 在位時間    | 备注       |
| 第1代                 | 陈留文恭王 | 高惠宝 |          | 追封        | 高欢弟     |
| 第2代                 | 陈留王     | 高敬文 | 10年     | 567年—577年 | 高岳第十子 |

### 神武帝系

#### 永安国
| 北齊永安國（550年—577年） |            |      |          |             |            |
| 傳位                      | 諡號       | 姓名 | 在位年數 | 在位時間    | 备注       |
| 第1代                     | 永安简平王 | 高浚 | 8年      | 550年—558年 | 高欢第三子 |
| 第2代                     | 永安王     | 高准 | 19年     | 558年—577年 | 高浟第二子 |

#### 平阳国
| 北齊平阳國（550年—577年） |            |        |          |             |            |
| 傳位                      | 諡號       | 姓名   | 在位年數 | 在位時間    | 备注       |
| 第1代                     | 平阳靖翼王 | 高淹   | 14年     | 550年—564年 | 高欢第四子 |
| 第2代                     | 平阳王     | 高德素 | 13年     | 564年—577年 | 高淹子     |

#### 彭城國
| 北齊彭城國（550年—577年） |            |        |          |             |            |
| 傳位                      | 諡號       | 姓名   | 在位年數 | 在位時間    | 备注       |
| 第1代                     | 彭城景思王 | 高浟   | 14年     | 550年—564年 | 高欢第五子 |
| 第2代                     | 彭城王     | 高宝德 | 13年     | 564年—577年 | 高浟子     |

#### 常山國
| 北齊常山國（550年—560年） |        |      |          |             |            |
| 傳位                      | 諡號   | 姓名 | 在位年數 | 在位時間    | 备注       |
| 第1代                     | 常山王 | 高演 | 10年     | 550年—560年 | 高欢第六子 |

#### 上党國
| 北齊上党國（550年—577年） |            |        |          |             |            |
| 傳位                      | 諡號       | 姓名   | 在位年數 | 在位時間    | 备注       |
| 第1代                     | 上党刚肃王 | 高涣   | 8年      | 550年—558年 | 高欢第七子 |
| 第2代                     | 上党王     | 高宝严 | 14年     | 563年—577年 | 高涣子     |

#### 襄城國
| 北齊襄城國（550年—577年） |          |      |          |             |            |
| 傳位                      | 諡號     | 姓名 | 在位年數 | 在位時間    | 备注       |
| 第1代                     | 襄城景王 | 高淯 | 1年      | 550年—551年 | 高欢第八子 |
| 第2代                     | 襄城王   | 高亮 | 26年     | 551年—577年 | 高演第二子 |

#### 长广國
| 北齊长广國（550年—561年） |        |      |          |             |            |
| 傳位                      | 諡號   | 姓名 | 在位年數 | 在位時間    | 备注       |
| 第1代                     | 长广王 | 高湛 | 11年     | 550年—561年 | 高欢第九子 |

#### 任城國
| 北齊任城國（550年—577年） |        |      |          |             |            |
| 傳位                      | 諡號   | 姓名 | 在位年數 | 在位時間    | 备注       |
| 第1代                     | 任城王 | 高湝 | 27年     | 550年—577年 | 高欢第十子 |

#### 高阳國
| 北齊高阳國（550年—577年） |            |        |          |             |              |
| 傳位                      | 諡號       | 姓名   | 在位年數 | 在位時間    | 备注         |
| 第1代                     | 高阳康穆王 | 高湜   | 10年     | 550年—560年 | 高欢第十一子 |
| 第2代                     | 高阳王     | 高士义 | 17年     | 560年—577年 | 高湜子       |

#### 博陵國
| 北齊博陵國（550年—577年） |            |      |          |             |              |
| 傳位                      | 諡號       | 姓名 | 在位年數 | 在位時間    | 备注         |
| 第1代                     | 博陵文简王 | 高济 | 19年     | 550年—569年 | 高欢第十二子 |
| 第2代                     | 博陵王     | 高智 | 8年      | 569年—577年 | 高济子       |

#### 新平國→安定國→華山國
| 北齊新平國（550年—558年）/安定國（558年—564年）/华山國（564年—？） |        |      |          |             |              |
| 傳位                                                               | 諡號   | 姓名 | 在位年數 | 在位時間    | 备注         |
| 第1代                                                              | 新平王 | 高凝 | 8年      | 550年—558年 | 高欢第十三子 |
| 第1代                                                              | 安定王 | 高凝 | 6年      | 558年—564年 | 高欢第十三子 |
| 第1代                                                              | 华山王 | 高凝 |          | 564年—？    | 高欢第十三子 |

#### 冯翊國
| 北齊冯翊國（550年—577年） |            |        |          |             |              |
| 傳位                      | 諡號       | 姓名   | 在位年數 | 在位時間    | 备注         |
| 第1代                     | 冯翊文昭王 | 高润   | 25年     | 550年—575年 | 高欢第十四子 |
| 第2代                     | 冯翊王     | 高茂德 | 2年      | 575年—577年 | 高润子       |

#### 汉阳國
| 北齊汉阳國（550年—577年） |            |        |          |             |              |
| 傳位                      | 諡號       | 姓名   | 在位年數 | 在位時間    | 备注         |
| 第1代                     | 汉阳敬怀王 | 高洽   | 4年      | 550年—554年 | 高欢第十五子 |
| 第2代                     | 汉阳王     | 高绰   | 10年     | 554年—564年 | 高湛长子     |
| 第3代                     | 汉阳王     | 高建德 | 13年     | 564年—577年 | 高湝第二子   |

### 文襄帝系

#### 河南國
| 北齊河南國（550年—577年） |            |        |          |             |          |
| 傳位                      | 諡號       | 姓名   | 在位年數 | 在位時間    | 备注     |
| 第1代                     | 河南康舒王 | 高孝瑜 | 13年     | 550年—563年 | 高澄长子 |
| 第2代                     | 河南王     | 高弘节 | 14年     | 563年—577年 | 高孝瑜子 |

#### 广宁國
| 北齊广宁國（550年—577年） |        |        |          |             |            |
| 傳位                      | 諡號   | 姓名   | 在位年數 | 在位時間    | 备注       |
| 第1代                     | 广宁王 | 高孝珩 | 27年     | 550年—577年 | 高澄第二子 |

#### 河间國
| 北齊河间國（550年—577年） |        |        |          |             |            |
| 傳位                      | 諡號   | 姓名   | 在位年數 | 在位時間    | 备注       |
| 第1代                     | 河间王 | 高孝琬 | 16年     | 550年—566年 | 高澄第四子 |
| 第2代                     | 河间王 | 高正礼 | 11年     | 566年—577年 | 高孝琬子   |

#### 兰陵國
| 北齊兰陵國（550年—573年） |          |        |          |             |            |
| 傳位                      | 諡號     | 姓名   | 在位年數 | 在位時間    | 备注       |
| 第1代                     | 兰陵武王 | 高长恭 | 23年     | 550年—573年 | 高澄第三子 |

#### 安德國
| 北齊安德國（550年—576年） |        |        |          |             |            |
| 傳位                      | 諡號   | 姓名   | 在位年數 | 在位時間    | 备注       |
| 第1代                     | 安德王 | 高延宗 | 26年     | 550年—576年 | 高澄第五子 |

#### 渔阳國
| 北齊渔阳國（550年—577年） |        |        |          |             |            |
| 傳位                      | 諡號   | 姓名   | 在位年數 | 在位時間    | 备注       |
| 第1代                     | 渔阳王 | 高绍信 | 27年     | 550年—577年 | 高澄第六子 |

### 文宣帝系

#### 濟南國
| 北齊濟南國（560年—561年） |            |      |          |             |          |
| 傳位                      | 諡號       | 姓名 | 在位年數 | 在位時間    | 备注     |
| 第1代                     | 濟南閔悼王 | 高殷 | 1年      | 560年—561年 | 高洋长子 |

#### 太原國
| 北齊太原國（550年—577年） |        |        |          |             |            |
| 傳位                      | 諡號   | 姓名   | 在位年數 | 在位時間    | 备注       |
| 第1代                     | 太原王 | 高绍德 | 12年     | 550年—562年 | 高洋第二子 |
| 第2代                     | 太原王 | 高辨才 | 7年      | 570年—577年 | 高绍义子   |

#### 廣陽國→范陽國
| 北齊广阳國（559年—560年）/范阳國（560年—577年） |        |        |          |             |            |
| 傳位                                            | 諡號   | 姓名   | 在位年數 | 在位時間    | 备注       |
| 第1代                                           | 广阳王 | 高绍义 | 1年      | 559年—560年 | 高洋第三子 |
| 第1代                                           | 范阳王 | 高绍义 | 17年     | 560年—577年 | 高洋第三子 |

#### 西河國
| 北齊西河國（559年—？） |        |        |          |          |            |
| 傳位                   | 諡號   | 姓名   | 在位年數 | 在位時間 | 备注       |
| 第1代                  | 西河王 | 高绍仁 |          | 559年—？ | 高洋第四子 |

#### 长乐國
| 北齊长乐國（559年—560年） |        |        |          |             |            |
| 傳位                      | 諡號   | 姓名   | 在位年數 | 在位時間    | 备注       |
| 第1代                     | 长乐王 | 高绍廉 | 1年      | 559年—560年 | 高洋第五子 |

#### 陇西國
| 北齊陇西國（560年—？） |        |        |          |          |            |
| 傳位                   | 諡號   | 姓名   | 在位年數 | 在位時間 | 备注       |
| 第1代                  | 陇西王 | 高绍廉 |          | 560年—？ | 高洋第五子 |

### 孝昭帝系

#### 乐陵國
| 北齊乐陵國（561年—577年） |        |        |          |             |            |
| 傳位                      | 諡號   | 姓名   | 在位年數 | 在位時間    | 备注       |
| 第1代                     | 乐陵王 | 高百年 | 3年      | 561年—564年 | 高演第二子 |
| 第2代                     | 乐陵王 | 高白泽 | 13年     | 564年—577年 | 高亮子     |

#### 汝南國
| 北齊汝南國（570年—577年） |        |        |          |             |            |
| 傳位                      | 諡號   | 姓名   | 在位年數 | 在位時間    | 备注       |
| 第1代                     | 汝南王 | 高彦理 | 7年      | 570年—577年 | 高演第三子 |

#### 始平國
| 北齊始平國（570年—577年） |        |        |          |             |            |
| 傳位                      | 諡號   | 姓名   | 在位年數 | 在位時間    | 备注       |
| 第1代                     | 始平王 | 高彦德 | 7年      | 570年—577年 | 高演第四子 |

#### 城阳國
| 北齊城阳國（570年—577年） |        |        |          |             |            |
| 傳位                      | 諡號   | 姓名   | 在位年數 | 在位時間    | 备注       |
| 第1代                     | 城阳王 | 高彦基 | 7年      | 570年—577年 | 高演第五子 |

#### 定陽國
| 北齊定陽國（570年—577年） |        |        |          |             |            |
| 傳位                      | 諡號   | 姓名   | 在位年數 | 在位時間    | 备注       |
| 第1代                     | 定陽王 | 高彦康 | 7年      | 570年—577年 | 高演第六子 |

#### 汝阳國
| 北齊汝阳國（570年—577年） |        |        |          |             |            |
| 傳位                      | 諡號   | 姓名   | 在位年數 | 在位時間    | 备注       |
| 第1代                     | 汝阳王 | 高彦忠 | 7年      | 570年—577年 | 高演第七子 |

### 武成帝系

#### 南阳國
| 北齊南阳國（564年—577年） |        |      |          |             |          |
| 傳位                      | 諡號   | 姓名 | 在位年數 | 在位時間    | 备注     |
| 第1代                     | 南阳王 | 高绰 | 13年     | 564年—577年 | 高湛长子 |

#### 东平國
| 北齊东平國（561年—565年） |        |      |          |             |            |
| 傳位                      | 諡號   | 姓名 | 在位年數 | 在位時間    | 备注       |
| 第1代                     | 东平王 | 高俨 | 4年      | 561年—565年 | 高湛第三子 |

#### 琅邪國
| 北齊琅邪國（565年—577年） |        |        |          |             |            |
| 傳位                      | 諡號   | 姓名   | 在位年數 | 在位時間    | 备注       |
| 第1代                     | 琅邪王 | 高俨   | 6年      | 565年—571年 | 高湛第三子 |
| 第2代                     | 琅邪王 | 高世俊 | 6年      | 571年—577年 | 高淹孙     |

#### 齐安國
| 北齊齐安國（566年—577年） |        |      |          |             |            |
| 傳位                      | 諡號   | 姓名 | 在位年數 | 在位時間    | 备注       |
| 第1代                     | 齐安王 | 高廓 | 11年     | 566年—577年 | 高湛第四子 |

#### 北平國
| 北齊北平國（566年—577年） |        |      |          |             |            |
| 傳位                      | 諡號   | 姓名 | 在位年數 | 在位時間    | 备注       |
| 第1代                     | 北平王 | 高贞 | 11年     | 566年—577年 | 高湛第五子 |

#### 高平國
| 北齊高平國（566年—577年） |        |        |          |             |            |
| 傳位                      | 諡號   | 姓名   | 在位年數 | 在位時間    | 备注       |
| 第1代                     | 高平王 | 高仁英 | 11年     | 566年—577年 | 高湛第六子 |

#### 淮南國
| 北齊淮南國（566年—577年） |        |        |          |             |            |
| 傳位                      | 諡號   | 姓名   | 在位年數 | 在位時間    | 备注       |
| 第1代                     | 淮南王 | 高仁光 | 11年     | 566年—577年 | 高湛第七子 |

#### 西河國
| 北齊西河國（567年—577年） |        |        |          |             |            |
| 傳位                      | 諡號   | 姓名   | 在位年數 | 在位時間    | 备注       |
| 第1代                     | 西河王 | 高仁几 | 10年     | 567年—577年 | 高湛第八子 |

#### 乐平國
| 北齊乐平國（567年—577年） |        |        |          |             |            |
| 傳位                      | 諡號   | 姓名   | 在位年數 | 在位時間    | 备注       |
| 第1代                     | 乐平王 | 高仁邕 | 10年     | 567年—577年 | 高湛第九子 |

#### 颍川國
| 北齊颍川國（567年—577年） |        |        |          |             |            |
| 傳位                      | 諡號   | 姓名   | 在位年數 | 在位時間    | 备注       |
| 第1代                     | 颍川王 | 高仁俭 | 10年     | 567年—577年 | 高湛第十子 |

#### 安乐國
| 北齊安乐國（567年—577年） |        |        |          |             |              |
| 傳位                      | 諡號   | 姓名   | 在位年數 | 在位時間    | 备注         |
| 第1代                     | 安乐王 | 高仁雅 | 10年     | 567年—577年 | 高湛第十一子 |

#### 丹阳國
| 北齊丹阳國（567年—577年） |        |        |          |             |              |
| 傳位                      | 諡號   | 姓名   | 在位年數 | 在位時間    | 备注         |
| 第1代                     | 丹阳王 | 高仁直 | 10年     | 567年—577年 | 高湛第十二子 |

#### 东海國
| 北齊东海國（567年—577年） |        |        |          |             |              |
| 傳位                      | 諡號   | 姓名   | 在位年數 | 在位時間    | 备注         |
| 第1代                     | 东海王 | 高仁谦 | 10年     | 567年—577年 | 高湛第十三子 |

### 後主系

#### 东平國
| 北齊东平國 |        |      |          |          |            |
| 傳位       | 諡號   | 姓名 | 在位年數 | 在位時間 | 备注       |
| 第1代      | 东平王 | 高恪 |          | ？       | 高纬第二子 |

### 异姓

#### 中山国
| 中山國（550年—？） |        |        |          |             |      |
| 傳位               | 諡號   | 姓名   | 在位年數 | 在位時間    | 备注 |
| 第1代              | 中山王 | 元善见 | 1年      | 550年—551年 |      |

#### 章武国
| 章武國（550年—577年） |            |          |          |          |          |
| 傳位                  | 諡號       | 姓名     | 在位年數 | 在位時間 | 备注     |
| 第1代                 | 章武景烈王 | 厙狄干   |          | 550年—？ |          |
| 第2代                 | 章武王     | 厙狄士文 |          | —577年   | 厙狄干子 |

#### 咸阳国
| 咸阳國（550年—572年） |          |        |          |             |          |
| 傳位                  | 諡號     | 姓名   | 在位年數 | 在位時間    | 备注     |
| 第1代                 | 咸阳武王 | 斛律金 | 17年     | 550年—567年 |          |
| 第2代                 | 咸阳王   | 斛律光 | 5年      | 567年—572年 | 斛律金子 |

#### 安定国
| 安定國（550年—？） |        |        |          |             |      |
| 傳位               | 諡號   | 姓名   | 在位年數 | 在位時間    | 备注 |
| 第1代              | 安定王 | 贺拔仁 | 20年     | 550年—570年 |      |

#### 安德国
| 安德國（550年—？） |            |        |          |             |        |
| 傳位               | 諡號       | 姓名   | 在位年數 | 在位時間    | 备注   |
| 第1代              | 安德肃武王 | 韩轨   | 3年      | 550年—553年 |        |
| 第2代              | 安德王     | 韩晋明 |          | 553年—？    | 韩轨子 |

#### 东莱国
| 安德东莱国（？—577年） |        |        |          |          |        |
| 傳位                   | 諡號   | 姓名   | 在位年數 | 在位時間 | 备注   |
| 第1代                  | 东莱王 | 韩晋明 |          | ？—577年 | 韩轨子 |

#### 扶风国
| 扶风國（550年—？） |        |            |          |          |      |
| 傳位               | 諡號   | 姓名       | 在位年數 | 在位時間 | 备注 |
| 第1代              | 扶风王 | 可朱浑道元 |          | 550年—？ |      |

#### 陈留国
| 陈留國（550年—551年） |        |      |          |             |      |
| 傳位                  | 諡號   | 姓名 | 在位年數 | 在位時間    | 备注 |
| 第1代                 | 陈留王 | 彭乐 | 1年      | 550年—551年 |      |

#### 河东国
| 河东國（550年—577年） |        |        |          |             |          |
| 傳位                  | 諡號   | 姓名   | 在位年數 | 在位時間    | 备注     |
| 第1代                 | 河东王 | 潘相乐 | 5年      | 550年—555年 |          |
| 第2代                 | 河东王 | 潘子晃 | 22年     | 555年—577年 | 潘相乐子 |

#### 长乐国
| 长乐國（550年—577年） |        |        |          |          |        |
| 傳位                  | 諡號   | 姓名   | 在位年數 | 在位時間 | 备注   |
| 第1代                 | 长乐王 | 尉景   |          | 追封     |        |
| 第2代                 | 长乐王 | 尉粲   |          | 555年—？ | 尉景子 |
| 第3代                 | 长乐王 | 尉世辩 |          | ？—577年 | 尉粲子 |

#### 梁国
| 梁國（550年—551年、570年—577年） |      |      |          |             |      |
| 傳位                             | 諡號 | 姓名 | 在位年數 | 在位時間    | 备注 |
| 第1代                            | 梁王 | 萧纶 | 1年      | 550年—551年 |      |
| 第2代                            | 梁王 | 萧庄 | 7年      | 570年—577年 |      |

#### 白水国
| 白水國（554年—577年） |        |            |          |             |            |
| 傳位                  | 諡號   | 姓名       | 在位年數 | 在位時間    | 备注       |
| 第1代                 | 白水王 | 侯莫陳相   | 17年     | 554年—571年 |            |
| 第2代                 | 白水王 | 侯莫陳晉貴 | 6年      | 571年—577年 | 侯莫陳相子 |

#### 丹陽国
| 丹陽國（559年—560年、569年-575年） |            |        |          |                          |          |
| 傳位                               | 諡號       | 姓名   | 在位年數 | 在位時間                 | 备注     |
| 第1代                              | 丹陽文孝王 | 李祖勛 | 7年      | 559年—560年、569年—575年 | 李祖娥兄 |

#### 開封国
| 開封國（559年—560年） |        |      |          |             |      |
| 傳位                  | 諡號   | 姓名 | 在位年數 | 在位時間    | 备注 |
| 第1代                 | 開封王 | 楊愔 | 1年      | 559年—560年 |      |

#### 永昌国
| 永昌國（560年—？） |        |        |          |          |        |
| 傳位               | 諡號   | 姓名   | 在位年數 | 在位時間 | 备注   |
| 第1代              | 永昌王 | 高道豁 |          | 560年—？ | 高昂子 |

#### 海昌国
| 海昌國（561年—577年） |        |        |          |             |        |
| 傳位                  | 諡號   | 姓名   | 在位年數 | 在位時間    | 备注   |
| 追封                  | 海昌王 | 尉檦   | -        | 561年追封   |        |
| 第1代                 | 海昌王 | 尉相贵 | 16年     | 561年—577年 | 尉檦子 |

#### 宜民国
| 宜民國（？—577年） |        |        |          |          |      |
| 傳位               | 諡號   | 姓名   | 在位年數 | 在位時間 | 备注 |
| 第1代              | 宜民王 | 乞伏慧 | ？       | ？—577年 |      |

#### 武安国
| 武安國（563年—？） |        |        |          |             |      |
| 傳位               | 諡號   | 姓名   | 在位年數 | 在位時間    | 备注 |
| 第1代              | 武安王 | 徐顯秀 | 8年      | 563年—571年 |      |

#### 定陽国
| 定陽國（565年—？年） |        |      |          |             |      |
| 傳位                 | 諡號   | 姓名 | 在位年數 | 在位時間    | 备注 |
| 第1代                | 定陽王 | 暴顯 | 3年      | 565年—568年 |      |

#### 宜陽国
| 宜陽國（567年—572年） |        |        |          |             |      |
| 傳位                  | 諡號   | 姓名   | 在位年數 | 在位時間    | 备注 |
| 第1代                 | 宜陽王 | 趙彥深 | 5年      | 567年—572年 |      |

#### 隴東国
| 隴東國（569年—577年） |        |        |          |             |            |
| 傳位                  | 諡號   | 姓名   | 在位年數 | 在位時間    | 备注       |
| 第1代                 | 隴東王 | 胡長仁 | 1年      | 569年       | 武成皇后兄 |
| 第2代                 | 隴東王 | 胡君璧 | 8年      | 569年—577年 |            |

#### 荊山国
| 荊山國（570年—572年） |        |          |          |             |      |
| 傳位                  | 諡號   | 姓名     | 在位年數 | 在位時間    | 备注 |
| 第1代                 | 荊山王 | 斛律豐洛 | 2年      | 570年—572年 |      |

#### 文城国
| 定陽國（573年—575年） |        |        |          |             |      |
| 傳位                  | 諡號   | 姓名   | 在位年數 | 在位時間    | 备注 |
| 第1代                 | 文城王 | 皮景和 | 2年      | 573年—575年 |      |

#### 巴陵国
| 巴陵國（？—573年） |            |      |          |          |      |
| 傳位               | 諡號       | 姓名 | 在位年數 | 在位時間 | 备注 |
| 第1代              | 巴陵忠武王 | 王琳 |          | ？—573年 |      |

#### 竟陵国
| 竟陵國（？—577年） |        |        |          |          |          |
| 傳位               | 諡號   | 姓名   | 在位年數 | 在位時間 | 备注     |
| 第1代              | 竟陵王 | 李祖欽 |          | ？—577年 | 李祖娥弟 |

## 北周

### 文帝系

#### 齐國
| 北周齐國（574年—578年） |        |        |          |             |
| 傳位                    | 諡號   | 姓名   | 在位年數 | 在位時間    |
| 第1代                   | 齐炀王 | 宇文宪 | 4年      | 574年—578年 |

#### 卫國
| 北周卫國（574年—574年） |        |        |          |             |
| 傳位                    | 諡號   | 姓名   | 在位年數 | 在位時間    |
| 第1代                   | 卫剌王 | 宇文直 | 1年      | 574年—574年 |

#### 赵國
| 北周赵國（574年—580年） |               |        |          |             |
| 傳位                    | 諡號          | 姓名   | 在位年數 | 在位時間    |
| 第1代                   | 赵平王/赵僣王 | 宇文招 | 6年      | 574年—580年 |

#### 谯國
| 北周谯國（574年—581年） |        |          |          |             |
| 傳位                    | 諡號   | 姓名     | 在位年數 | 在位時間    |
| 第1代                   | 谯孝王 | 宇文俭   | 4年      | 574年—578年 |
| 第2代                   | 谯王   | 宇文乾恽 | 3年      | 578年—581年 |

#### 陈國
| 北周陈國（574年—580年） |        |        |          |             |
| 傳位                    | 諡號   | 姓名   | 在位年數 | 在位時間    |
| 第1代                   | 陈惑王 | 宇文纯 | 6年      | 574年—580年 |

#### 越國
| 北周越國（574年—580年） |        |        |          |             |
| 傳位                    | 諡號   | 姓名   | 在位年數 | 在位時間    |
| 第1代                   | 越野王 | 宇文盛 | 6年      | 574年—580年 |

#### 代國
| 北周代國（574年—580年） |        |        |          |             |
| 傳位                    | 諡號   | 姓名   | 在位年數 | 在位時間    |
| 第1代                   | 代奰王 | 宇文达 | 6年      | 574年—580年 |

#### 冀國
| 北周冀國（574年—580年） |      |        |          |             |
| 傳位                    | 諡號 | 姓名   | 在位年數 | 在位時間    |
| 第1代                   | 冀王 | 宇文绚 | 6年      | 574年—580年 |

#### 滕國
| 北周滕國（574年—580年） |               |        |          |             |
| 傳位                    | 諡號          | 姓名   | 在位年數 | 在位時間    |
| 第1代                   | 滕简王/滕闻王 | 宇文逌 | 6年      | 574年—580年 |

### 孝閔帝系

#### 纪國
| 北周纪國（574年—581年） |        |        |          |             |
| 傳位                    | 諡號   | 姓名   | 在位年數 | 在位時間    |
| 第1代                   | 纪厉王 | 宇文康 | 2年      | 574年—576年 |
| 第2代                   | 纪王   | 宇文湜 | 5年      | 576年—581年 |

### 明帝系

#### 毕國
| 北周毕國（574年—580年） |        |        |          |             |
| 傳位                    | 諡號   | 姓名   | 在位年數 | 在位時間    |
| 第1代                   | 毕剌王 | 宇文贤 | 6年      | 574年—580年 |

#### 酆國
| 北周酆國（574年—580年） |      |        |          |             |
| 傳位                    | 諡號 | 姓名   | 在位年數 | 在位時間    |
| 第1代                   | 酆王 | 宇文贞 | 6年      | 574年—580年 |

#### 宋國
| 北周宋國（574年—580年） |      |        |          |             |
| 傳位                    | 諡號 | 姓名   | 在位年數 | 在位時間    |
| 第1代                   | 宋王 | 宇文寔 | 6年      | 574年—580年 |

### 武帝系

#### 汉國
| 北周汉國（574年—580年） |      |        |          |             |
| 傳位                    | 諡號 | 姓名   | 在位年數 | 在位時間    |
| 第1代                   | 汉王 | 宇文赞 | 6年      | 574年—580年 |

#### 秦國
| 北周秦國（574年—580年） |      |        |          |             |
| 傳位                    | 諡號 | 姓名   | 在位年數 | 在位時間    |
| 第1代                   | 秦王 | 宇文贽 | 6年      | 574年—580年 |

#### 曹國
| 北周曹國（574年—581年） |      |        |          |             |
| 傳位                    | 諡號 | 姓名   | 在位年數 | 在位時間    |
| 第1代                   | 曹王 | 宇文允 | 7年      | 574年—581年 |

#### 道國
| 北周道國（577年—581年） |      |        |          |             |
| 傳位                    | 諡號 | 姓名   | 在位年數 | 在位時間    |
| 第1代                   | 道王 | 宇文充 | 4年      | 577年—581年 |

#### 蔡國
| 北周蔡國（577年—581年） |      |        |          |             |
| 傳位                    | 諡號 | 姓名   | 在位年數 | 在位時間    |
| 第1代                   | 蔡王 | 宇文兑 | 4年      | 577年—581年 |

#### 荆國
| 北周荆國（578年—581年） |      |        |          |             |
| 傳位                    | 諡號 | 姓名   | 在位年數 | 在位時間    |
| 第1代                   | 荆王 | 宇文元 | 3年      | 578年—581年 |

### 宣帝系

#### 鲁國
| 北周鲁國（579年—579年） |      |        |          |             |
| 傳位                    | 諡號 | 姓名   | 在位年數 | 在位時間    |
| 第1代                   | 鲁王 | 宇文阐 | 1年      | 579年—579年 |

#### 邺國
| 北周邺國（580年—581年） |      |        |          |             |
| 傳位                    | 諡號 | 姓名   | 在位年數 | 在位時間    |
| 第1代                   | 邺王 | 宇文衎 | 1年      | 580年—581年 |

#### 郢國
| 北周郢國（580年—581年） |      |        |          |             |
| 傳位                    | 諡號 | 姓名   | 在位年數 | 在位時間    |
| 第1代                   | 郢王 | 宇文术 | 1年      | 580年—581年 |

### 異姓

##### 隋國
| 北周隋國（580年—581年） |        |      |          |             |
| 傳位                    | 諡號   | 姓名 | 在位年數 | 在位時間    |
| 追尊                    | 隋献王 | 楊禎 | -        | 580年追封   |
| 追尊                    | 隋桓王 | 楊忠 | -        | 580年追封   |
| 第1代                   | 隋王   | 杨坚 | 1年      | 580年—581年 |
| 受禅称帝                |        |      |          |             |

## 參见
- 秦楚之際諸侯王列表
- 西汉藩王列表
- 东汉藩王列表
- 三国藩王列表
- 晋朝藩王列表
- 十六国藩王列表
- 南朝藩王列表
- 隋朝藩王列表
- 唐朝王爵列表
- 五代十国藩王列表
- 宋朝王爵列表
- 辽朝王爵列表
- 金朝王爵列表
- 元朝藩王列表
- 明朝藩王列表
- 清朝藩王列表
- 清朝亲王列表
- 清朝郡王列表